# Rei-bruxo de Angmar
O Senhor dos Nazgûl, também conhecido como Rei-bruxo de Angmar, Rei Pálido ou Capitão Negro, é um personagem fictício do romance de fantasia O Senhor dos Anéis, de J. R. R. Tolkien. Ele era um dos nove Homens que receberam Anéis de Poder do senhor sombrio Sauron, tornando-se um dos Nazgûl, ou Espectros do Anel. O anel lhe confere grande poder, mas o escraviza a Sauron e o torna invisível. Como espectro, ele já foi o Rei de Angmar, no norte de Eriador. Durante os eventos de O Senhor dos Anéis, ele fere o portador do Um Anel, o Hobbit Frodo Bolseiro, com uma faca de Morgul, que poderia transformar sua vítima em um espectro. Em sua batalha final, o Senhor dos Nazgûl ataca Éowyn com uma maça. O Hobbit Merry Brandebuque [en] o golpeia com uma lâmina encantada de origem Númenóreana, permitindo que Éowyn o mate com sua espada.
Nos rascunhos iniciais, Tolkien o chamava de "Rei Mago" e considerou torná-lo um membro renegado dos Istari ou um Maia imortal, antes de decidir que seria um Homem mortal, corrompido por um Anel de Poder dado por Sauron. Comentadores observaram que o Senhor dos Nazgûl opera em um nível mítico ao se autoproclamar a Morte e destruir os portões de Minas Tirith com um aríete gravado com  feitiços mágicos. Em um nível teológico, ele representa uma visão de mal semelhante à descrição de Karl Barth do mal como das Nichtige, uma força ativa e poderosa que, no fim, revela-se vazia. A profecia de que o Senhor dos Nazgûl não morreria pela mão de um Homem ecoa a profecia sobre o personagem-título em Macbeth, de William Shakespeare.

## História fictícia

Mapa do noroeste da Terra Média no final da Terceira Era, mostrando Arnor ao norte de Eriador (à esquerda), com o reino bruxo de Angmar na extremidade norte das Montanhas Nebulosas (centro superior).

O Rei-Bruxo aparece pela primeira vez na Segunda Era da Terra Média. O Senhor Sombrio Sauron entregou Anéis de Poder a Homens poderosos, incluindo reis de reinos da Terra Média. Esses anéis conferem poder mágico, mas escravizam seus portadores ao dono do Um Anel, o próprio Sauron.
Na Terceira Era, o Senhor dos Nazgûl surge como o Rei-Bruxo de Angmar e desempenha um papel crucial na destruição do reino setentrional de Arnor. Em suas notas para tradutores, Tolkien sugeriu que o Rei-Bruxo de Angmar, soberano de um reino setentrional com capital em Carn Dûm, era provavelmente de origem Númenóreana. Nada se sabe dele quando Sauron é derrotado pela Última Aliança de Elfos e Homens no final da Segunda Era, mas sua sobrevivência é garantida pelo poder do Um Anel.
Mais de mil anos depois, na Terceira Era, o Senhor dos Nazgûl lidera as forças de Sauron contra os reinos sucessores de Arnor: Rhudaur, Cardolan e Arthedain. Ele os destrói, mas é derrotado pelo senhor élfico Glorfindel, que o põe em fuga e profetiza que "não pela mão de um Homem ele cairá". Ele escapa e retorna a Mordor, onde reúne os outros Nazgûl para preparar o retorno de Sauron.
No final da Terceira Era, Sauron envia o Rei-Bruxo, liderando os outros Nazgûl, ao Condado para encontrar e recuperar o Um Anel. Ele está encapuzado e vestido de preto, com o rosto invisível, e monta um cavalo negro. Em Topo do Vento, o Rei-Bruxo fere Frodo, portador do Um Anel, no ombro com uma faca de Morgul, deixando um fragmento da lâmina na carne do Hobbit. Frodo percebe que o Rei-Bruxo é mais alto que os outros Nazgûl, com cabelos "longos e brilhantes" e uma coroa no elmo. Ele é arrastado pelas águas do rio Bruinen, e seu cavalo se afoga. Ele retorna a Mordor e reaparece montado em uma criatura alada hedionda.
Durante a Batalha dos Campos do Pelennor, o Rei-Bruxo comanda Grond, um aríete gravado com feitiços malignos, que destrói os portões de Minas Tirith. Forçado a deixar os portões, ele lidera o exército sitiador contra a ameaça dos Rohirrim, onde enfrenta um único guerreiro, Dernhelm, na verdade, Éowyn, uma nobre de Rohan, disfarçada, com Merry, um Hobbit, por perto. Éowyn o desafia, chamando-o de "dwimmerlaik" e dizendo-lhe para partir se não fosse imortal. Ele remove o capuz, revelando uma coroa, mas a cabeça que a usa é invisível. Um golpe furtivo de Merry com uma lâmina tumular encantada o faz cair de joelhos, permitindo que Éowyn, sobrinha de  Théoden, crave sua espada entre a coroa e o manto. Assim, o Rei-Bruxo é destruído por uma mulher e um Hobbit, cumprindo a profecia de Glorfindel. As armas que o perfuraram se desintegram, e ambos os atacantes são afetados pelo Hálito Negro, que causa paralisia fria, terror e, frequentemente, morte.

## Análise

### De Mago a Rei-Bruxo

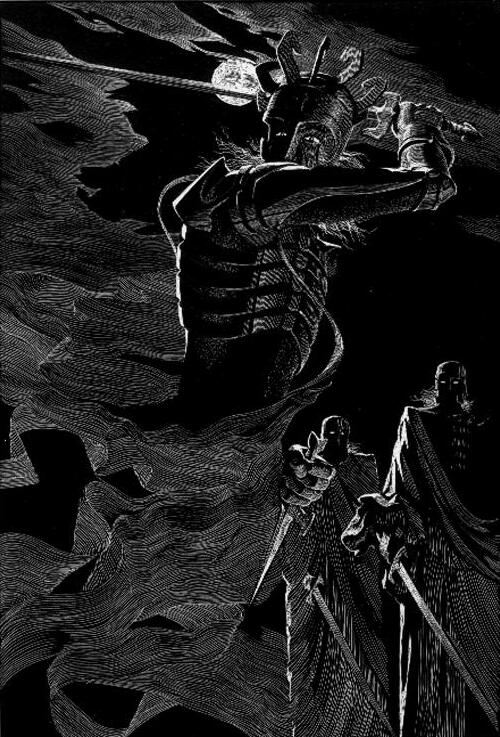
Ilustração em scraperboard do Rei-Bruxo por en, 1981.

Megan N. Fontenot, escrevendo no site Reactor, observa que, nos rascunhos iniciais, Tolkien chamava o Senhor dos Nazgûl de "Rei Mago", um personagem tão poderoso em magia que Gandalf não conseguia enfrentá-lo sozinho. Em rascunhos iniciais de "O Conselho de Elrond [en]", Gandalf explica que seu inimigo era "outrora o maior de todos os magos dos Homens". Em uma versão posterior, Tolkien adiciona que o Rei Mago também era "um grande rei do passado" e o "cruel capitão dos Nove [Cavaleiros]"; Fontenot interpreta "cruel" como uma indicação de "crueldade voraz" e "savageria implacável".
Mais tarde, em um rascunho de "O Cerco de Gondor", Tolkien descreve o Rei Mago como "um renegado da própria ordem [de Gandalf]" originário de Númenor. No manuscrito de suas notas para tradutores, Tolkien sugeriu que o Rei-Bruxo de Angmar provavelmente era de origem Númenóreana. Fontenot comenta que isso poderia torná-lo um Maia, em vez de um Homem, ou até mesmo um dos Istari, ou, como ela diz, "algo decididamente diferente". No entanto, Tolkien reduz o poder do Rei Mago, permitindo que Gandalf diga a Pippin, enquanto aguardam o ataque a Gondor, que "nele não encontro um adversário superior", e que o principal poder do Rei Mago é inspirar medo à distância com o Hálito Negro. Em algum momento, Tolkien renomeia o inimigo como Rei-Bruxo; Fontenot sugere que isso foi para diferenciá-lo claramente dos Magos como Gandalf e Saruman. Assim, Tolkien explorou a possibilidade de torná-lo um mago (Istari ou não) ou um Maia imortal, antes de decidir que seria "um rei humano cuja ambição por poder superou seu bom senso". Ela especula como ele seria antes de aceitar um Anel de Poder de Sauron, notando que ele parecia cheio de "possessividade, ganância, luxúria e desejo de dominação", todos marcadores do mal na visão de Tolkien.

### O mal como ausência do bem
| “                     | Cavalgou o Senhor dos Nazgûl. Uma grande forma negra contra as chamas ao longe, ele se ergueu, transformado em uma vasta ameaça de desespero. Cavalgou o Senhor dos Nazgûl, sob o arco que nenhum inimigo jamais atravessara, e todos fugiram diante de seu rosto. Todos, exceto um. Lá, esperando, silencioso e imóvel no espaço diante do Portão, estava Gandalf sobre Scadufax: Scadufax, que, único entre os cavalos livres da terra, resistiu ao terror, firme como uma estátua esculpida em Rath Dínen. "Você não pode entrar aqui", disse Gandalf, e a enorme sombra parou. "Volte para o abismo preparado para você! Volte! Caia no vazio que aguarda você e seu Mestre. Vá!" O Cavaleiro Negro jogou o capuz para trás, e eis! Ele tinha uma coroa real; e, no entanto, não havia cabeça visível que a sustentasse. As chamas vermelhas brilhavam entre ela e os ombros largos e escuros. De uma boca invisível veio uma risada mortal. "Velho tolo!", disse ele. "Velho tolo! Esta é a minha hora. Não reconhece a Morte quando a vê? Morra agora e amaldiçoe em vão!" E com isso ele ergueu a espada, e chamas correram pela lâmina... | ” |
| — "O Cerco de Gondor" | |   |

O estudioso de Tolkien Tom Shippey [en] escreve que o Senhor dos Nazgûl está próximo de ser uma abstração, "uma vasta ameaça de desespero [...] uma enorme sombra", autoproclamando-se a Morte: "Velho tolo! Esta é a minha hora. Não reconhece a Morte quando a vê?". A cena representa, também, a "inexistência do mal", baseada na filosofia Boeciana de que Deus é onipotente, de modo que o mal não é igual e oposto ao bem, mas apenas sua ausência: ele forma "uma enorme sombra".
O teólogo George Hunsinger [en] compara a descrição de Tolkien do Rei-Bruxo à análise do mal pelo teólogo Karl Barth. O conceito de Barth é expresso pelo termo das Nichtige, "o nada", que Hunsinger explica como "algo dinâmico e sinistro [...] um poder cósmico ativo, um poder de destruição, de caos, negação e ruína". O poder de das Nichtige é ao mesmo tempo "externamente repulsivo" e, nas palavras de Barth, "intrinsecamente maligno"; pode ser descrito, mas não explicado, e é derrotado por Deus; é totalmente maligno e não serve a nenhum propósito bom. É temível e, ao mesmo tempo, vazio.
Hunsinger afirma que a descrição de Tolkien do Rei-Bruxo ao confrontar Gandalf no portão de Minas Tirith "captura algo da noção de Barth de das Nichtige". Ele considera especialmente relevante que o Rei-Bruxo seja "acima de tudo [...] real e, ao mesmo tempo, vazio", comentando que o "Cavaleiro Negro morto, mas não-morto, de Tolkien é um símbolo tão bom quanto qualquer outro ... para a possibilidade impossível de Barth".
Da mesma forma, Hunsinger encontra na descrição de Tolkien sobre como Éowyn mata o Rei-Bruxo "uma imagem para o paradoxo do mal como algo poderoso e, ao mesmo tempo, oco". Ele observa que a espada de Éowyn se despedaça com o golpe final, mas do inimigo derrotado, "nada resta" no manto e no corselete vazios.
A sacerdotisa episcopal e teóloga Fleming Rutledge [en] escreve que, enquanto o "rei pálido", o invisível Rei-Bruxo de Angmar, tenta matar Frodo, o verdadeiro rei, Aragorn, que estava fora de vista, disfarçado como um Patrulheiro, faz tudo o que pode para curá-lo: os dois reis são opostos. Ela também observa que, enquanto o inimigo visível para Gondor são os Homens de  Harad e os Orientais, o verdadeiro inimigo é personificado pelo Rei-Bruxo.
| Personagem | Realeza                         | Objetivo                       | Visibilidade                          |
| ---------- | ------------------------------- | ------------------------------ | ------------------------------------- |
| Rei-Bruxo  | Foi Rei de Angmar               | Matar o portador do anel Frodo | Realmente invisível                   |
| Aragorn    | Tem direito a ser Rei de Gondor | Curar Frodo                    | Esteve fora de vista como Patrulheiro |

### Profecia verdadeira e falsa

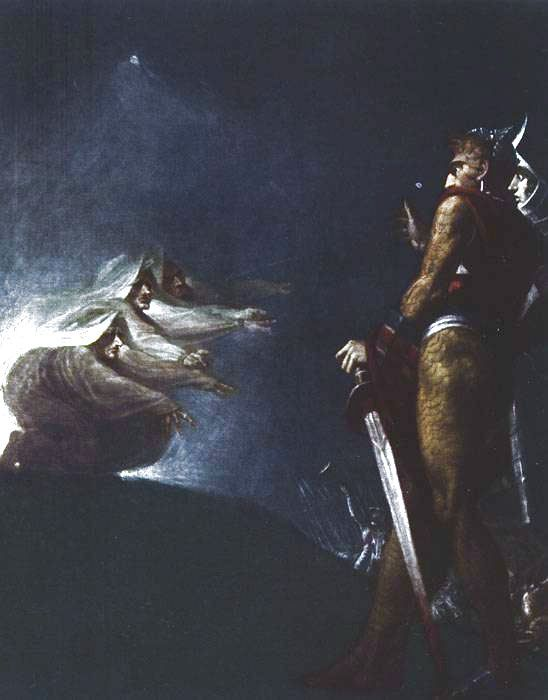
A profecia de Tolkien sobre a morte do Rei-Bruxo paralela à de Shakespeare, onde as bruxas falam verdades e falsidades sobre a morte de Macbeth. Pintura de Henry Fuseli.

Julaire Andelin, na The J. R. R. Tolkien Encyclopedia [en], escreve que as profecias na Terra Média dependiam da compreensão dos personagens sobre a Música dos Ainur, o plano divino para Arda, e frequentemente eram ambíguas. Assim, a profecia de Glorfindel de que "não pela mão de um Homem [o Senhor dos Nazgûl] cairá" não levou o Senhor dos Nazgûl a supor que morreria pelas mãos de uma mulher e um hobbit.
Tom Shippey observa que a profecia e a surpresa do Rei-Bruxo ao descobrir que Dernhelm era uma mulher paralelam a declaração das bruxas [en] a Macbeth na peça de Shakespeare, onde ele pode "rir do poder do homem, pois nenhum nascido de mulher o ferirá" (Ato 4, cena 1), e o choque de Macbeth ao saber que Macduff "foi arrancado do ventre de sua mãe antes do tempo" (Ato 5, cena 8), pois Macduff nasceu por cesariana. Shippey destaca que, apesar da declarada antipatia de Tolkien pelo tratamento de mitos por Shakespeare, ele leu Macbeth atentamente.
O estudioso de Tolkien Michael Drout [en] identifica um paralelo adicional com Shakespeare, uma das várias alusões a Rei Lear em O Senhor dos Anéis. O Rei-Bruxo diz "Não se coloque entre o Nazgûl e sua presa", assim como o enlouquecido Lear diz "Não se coloque entre o dragão e sua ira".

## Adaptações
Na trilogia de filmes de Peter Jackson O Senhor dos Anéis (2001–2003), durante o cerco de Minas Tirith, o Rei-Bruxo usa um elmo distintivo sobre o capuz, que lembra uma máscara e uma coroa, em vez da coroa sob o capuz descrita no livro. A montaria do Rei-Bruxo é amplamente responsável pela morte de Théoden e seu cavalo Nevado, uma mudança em relação ao livro. Conforme confirmado nos comentários em áudio [en] dos filmes, o design dos monstros foi baseado em grande parte nas ilustrações de John Howe.
No primeiro filme da trilogia de O Hobbit (2012–2014) de Jackson, o mago Radagast encontra brevemente o Rei-Bruxo enquanto investiga a fortaleza florestal de Dol Guldur.
Péter Kristóf Makai, em A Companion to J. R. R. Tolkien [en], escreve que o jogo de tabuleiro de 1976 Middle Earth [en] oferecia ao Rei-Bruxo a escolha de nove feitiços, contra os onze de Gandalf. Alguns desses feitiços eram compartilhados, como a habilidade de projetar um raio defensivo.

### J. R. R. Tolkien
1. 1 2  (Tolkien 1977, p. 267, "O Akallabêth")
2. ↑  (Tolkien 1980, 4. “ A Caçada ao Anel” i. “Sobre a Jornada dos Cavaleiros Negros”)
3. ↑  (Tolkien 1955, p. Apêndice A)
4. ↑  (Tolkien 1955, p. Apêndice B, “ O Conto dos Anos”, registros em “A Segunda Era”)
5. 1 2 3  (Tolkien 1955, Apêndice A, I, iv “Gondor e os herdeiros de Anárion”)
6. 1 2  (Tolkien 1955, Apêndice B, "O Conto dos Anos", registros em "A Terceira Era")
7. ↑  (Tolkien 1954a, p. Livro 1, cap. 2, “A sombra do passado”)
8. ↑  (Tolkien 1954a, p. Livro 2, cap. 2, “O Conselho de Elrond”)
9. ↑  (Tolkien 1954a, p. Livro 1, cap. 3, “Três é companhia”)
10. ↑  (Tolkien 1954a, p. Livro 1, cap. 4, “Um atalho para os cogumelos”)
11. 1 2  (Tolkien 1954a, p. Livro 1, cap. 11, "Uma faca no escuro")
12. ↑  (Tolkien 1954a, p. Livro 1, cap. 12, "Fuga para o Vau")
13. 1 2 3  (Tolkien 1955, p. Livro 5, cap. 6, A Batalha dos Campos de Pelennor)
14. ↑  (Carpenter 2023, #211 para Rhona Beare, 14 de outubro de 1958)
15. ↑  (Tolkien 1990, p. 372)
16. ↑  (Tolkien 1989, p. 9, 116, 132, 149)
17. ↑  (Tolkien 1990, p. 326, 331)
18. 1 2 3  (Tolkien 1955, p. Livro 5, cap. 4)

- Carpenter, Humphrey, ed. (2023) [1981]. The Letters of J. R. R. Tolkien: Revised and Expanded Edition [As Cartas de J. R. R. Tolkien: Edição Revisada e Ampliada]. Nova Iorque: Harper Collins. ISBN 978-0-35-865298-4
- Tolkien, J. R. R. (1954a). The Lord of the Rings: The Fellowship of the Ring [O Senhor dos Anéis: A Sociedade do Anel]. Boston: Houghton Mifflin. OCLC 9552942
- Tolkien, J. R. R. (1955). The Lord of the Rings: The Return of the King [O Senhor dos Anéis: O Retorno do Rei]. Boston: Houghton Mifflin. OCLC 519647821
- Tolkien, J. R. R. (1977).  Tolkien, Christopher, ed. The Silmarillion. Boston: Houghton Mifflin. ISBN 978-0-395-25730-2
- Tolkien, J. R. R. (1980).  Tolkien, Christopher, ed. Unfinished Tales [Contos Inacabados]. Boston: Houghton Mifflin. ISBN 978-0-395-29917-3
- Tolkien, J. R. R. (1989).  Tolkien, Christopher, ed. The Treason of Isengard [A traição de Isengard]. Boston: Houghton Mifflin. ISBN 978-0-395-51562-4
- Tolkien, J. R. R. (1990).  Tolkien, Christopher, ed. The War of the Ring [A Guerra do Anel]. Boston: Houghton Mifflin. ISBN 0-395-56008-X